# Dendrophryniscus brevipollicatus
Espèce
Synonymes
- Atelopus imitator Miranda-Ribeiro, 1920
- Dendrophryniscus brevipollicatus lauroi Miranda-Ribeiro, 1926
- Dendrophryniscus brevipollicatus lutzi Miranda-Ribeiro, 1926

Statut de conservation UICN

 LC  : Préoccupation mineure
Dendrophryniscus brevipollicatus  est une espèce d'amphibiens de la famille des Bufonidae.

## Répartition
Cette espèce est endémique du Sud-Est du Brésil. Elle se rencontre dans l'État de Rio de Janeiro et dans l'est de l'État de São Paulo du niveau de la mer à 900 m d'altitude dans la Serra do Mar.

## Publication originale
- Jiménez de la Espada, 1870 : Faunae neotropicalis species quaedam nondum cognitae. Jornal de sciencias mathematicas, physicas e naturaes, Academia Real das Sciencas de Lisboa, vol. 3, p. 57-65 (texte intégral).